# Le Sel et le Miel
Le Sel et le Miel ou De l'étoile jaune à l'étoile bleue est une comédie musicale française créée le 5 avril 1994 au théâtre Trévise à Paris. 
Elle raconte l'histoire des crimes de masse et de tous les génocides contre le peuple juif. Elle fut jouée également à Marseille, Lille, Toulouse, Bruxelles, Genève, et à nouveau à Paris, avec un final à l'Olympia en juin 2005.
Au total, le spectacle aura attiré plus de 220 000 spectateurs en 14 ans.

## L'histoire
Du Pharaon d'Égypte à Hitler, en passant par Isabelle la Catholique, Samuel raconte son histoire, ses souvenirs de la barbarie nazie et de la mort de ses parents, de l'étoile jaune sur ses vêtements, mais aussi de sa rencontre avec Rebecca, une fille avec qui il partagera ses amours et ses rêves, dont celui de voir naître un foyer pour tous les Juifs du monde.

## Fiche technique
- Compositeur : Bernard Bitan, David Attelan, Jean-Pierre Taieb
- Arrangeur : David Attelan, Jean-Pierre Taieb
- Chorégraphe : Ilan Zaoui
- Costumes : Bethia Levy,Robart Gisele
- Producteurs : Sam Smadja, Moshe Marciano, Bernard Bitan, Yohann Kadoche

## Distribution
- Olivier David Nizard : Samuel
- Marie Orlandi[1] : Rebecca
- Marco Bendrihem : Israël
- Harold Haven[2] : David, ami de Samuel
- Richard Heurtis
- Catherine Remy
- Frédéric Tallagrand
- Johanna Afri
- Jonathan Amram
- David Tordjmann
- Aurelia Berdaa - Sahel
- Elsa Nahmias
- Mickael Robart

## Titres des chansons
1. Qui vivra verra
2. Je m'en vais
3. Ma descendance
4. Le Sel et le Miel
5. Tout ça c'est du boulot
6. Le Tribunal (instrumental)
7. My Yiddish Mame (instrumental)
8. L'Étoile jaune